# Піткяранта
Піткяранта (рос. Питкяранта, карел. Pitkyrandu, фін. Pitkäranta)  — місто в Росії у складі Республіки Карелія. Адміністративний центр Піткярантського району, утворює Піткярантське міське поселення.

## Етимологія
Відоме з XVIII століття як село Піткяранда (карельські ranta, randa — «берег», pitkä — «довгий») на східному березі Ладозького озера; вживалася і російська калька топоніма — «Довгий Берег». З 1940 року — місто Піткяранта.